# Luxemburgs curlingteam (mannen)
Het Luxemburgs curlingteam vertegenwoordigt Luxemburg in internationale curlingwedstrijden.

## Geschiedenis
Luxemburg nam voor het eerst deel aan een groot toernooi tijdens het Europees kampioenschap van 1980 in de Deense hoofdstad Kopenhagen. De eerste interland ooit werd maar nipt verloren van curlinggrootmacht Zwitserland: 7-6. Luxemburg werd meteen mooi tiende tijdens zijn eerste EK. Het beste resultaat tot op heden kwam er in 1999, toen Luxemburg verrassend de kwartfinales bereikte. In de achtste finale werd Duitsland verslagen, wat als een schok ging doorheen de curlingwereld. De kwartfinale werd nipt verloren tegen Finland: 5-4. Mocht Luxemburg deze wedstrijd gewonnen hebben, dan zou het gekwalificeerd geweest zijn voor het volgende wereldkampioenschap.
Sedertdien ging het wel bergaf met het Luxemburgse curling. Tussen 2004 en 2009 nam het groothertogdom niet deel aan het Europees kampioenschap. In 2010 maakte Luxemburg zijn heroptreden in de C-divisie. Luxemburg ontbreekt ook de laatste jaren geregeld op het EK.

## Luxemburg op het Europees kampioenschap
| Jaar | Plaats        | Skip             | WG            | W             | V             | PV            | PT            |
| ---- | ------------- | ---------------- | ------------- | ------------- | ------------- | ------------- | ------------- |
| 1975 | Geen deelname | Geen deelname    | Geen deelname | Geen deelname | Geen deelname | Geen deelname | Geen deelname |
| 1976 | Geen deelname | Geen deelname    | Geen deelname | Geen deelname | Geen deelname | Geen deelname | Geen deelname |
| 1977 | Geen deelname | Geen deelname    | Geen deelname | Geen deelname | Geen deelname | Geen deelname | Geen deelname |
| 1978 | Geen deelname | Geen deelname    | Geen deelname | Geen deelname | Geen deelname | Geen deelname | Geen deelname |
| 1979 | Geen deelname | Geen deelname    | Geen deelname | Geen deelname | Geen deelname | Geen deelname | Geen deelname |
| 1980 | 10            | Nico Schweich    | 11            | 2             | 9             | 67            | 108           |
| 1981 | 10            | Marco Staedtgen  | 7             | 1             | 6             | 34            | 67            |
| 1982 | 10            | Georges Schweich | 7             | 2             | 5             | 39            | 67            |
| 1983 | 14            | Nico Schweich    | 7             | 1             | 6             | 27            | 65            |
| 1984 | 12            | Guy Schweich     | 7             | 1             | 6             | 36            | 59            |
| 1985 | 14            | Nico Schweich    | 8             | 2             | 6             | 41            | 73            |
| 1986 | Geen deelname | Geen deelname    | Geen deelname | Geen deelname | Geen deelname | Geen deelname | Geen deelname |
| 1987 | 14            | Denis Boulianne  | 6             | 0             | 6             | 28            | 51            |
| 1988 | Geen deelname | Geen deelname    | Geen deelname | Geen deelname | Geen deelname | Geen deelname | Geen deelname |
| 1989 | Geen deelname | Geen deelname    | Geen deelname | Geen deelname | Geen deelname | Geen deelname | Geen deelname |
| 1990 | Geen deelname | Geen deelname    | Geen deelname | Geen deelname | Geen deelname | Geen deelname | Geen deelname |
| 1991 | 10            | Dave Davidson    | 5             | 3             | 2             | 30            | 26            |
| 1992 | 12            | Hanjörg Bless    | 6             | 3             | 3             | 53            | 33            |
| 1993 | 12            | Hanjörg Bless    | 7             | 4             | 3             | 49            | 45            |
| 1994 | 13            | Hanjörg Bless    | 6             | 1             | 5             | 27            | 51            |
| 1995 | 17            | Hanjörg Bless    | 6             | 3             | 3             | 32            | 34            |
| 1996 | 11            | Hanjörg Bless    | 8             | 6             | 2             | 53            | 25            |
| 1997 | 9             | Hanjörg Bless    | 7             | 3             | 4             | 31            | 39            |
| 1998 | 14            | Heribert Krämer  | 6             | 0             | 6             | 21            | 49            |
| 1999 | 8             | Hanjörg Bless    | 7             | 3             | 4             | 40            | 38            |

| Jaar | Plaats        | Skip            | WG            | W             | V             | PV            | PT            |
| ---- | ------------- | --------------- | ------------- | ------------- | ------------- | ------------- | ------------- |
| 2000 | 10            | Heribert Krämer | 10            | 1             | 9             | 36            | 81            |
| 2001 | 15            | Heribert Krämer | 7             | 3             | 4             | 45            | 49            |
| 2002 | 15            | Heribert Krämer | 11            | 7             | 4             | 93            | 72            |
| 2003 | 15            | Heribert Krämer | 5             | 3             | 2             | 35            | 34            |
| 2004 | Geen deelname | Geen deelname   | Geen deelname | Geen deelname | Geen deelname | Geen deelname | Geen deelname |
| 2005 | Geen deelname | Geen deelname   | Geen deelname | Geen deelname | Geen deelname | Geen deelname | Geen deelname |
| 2006 | Geen deelname | Geen deelname   | Geen deelname | Geen deelname | Geen deelname | Geen deelname | Geen deelname |
| 2007 | Geen deelname | Geen deelname   | Geen deelname | Geen deelname | Geen deelname | Geen deelname | Geen deelname |
| 2008 | Geen deelname | Geen deelname   | Geen deelname | Geen deelname | Geen deelname | Geen deelname | Geen deelname |
| 2009 | Geen deelname | Geen deelname   | Geen deelname | Geen deelname | Geen deelname | Geen deelname | Geen deelname |
| 2010 | 31            | Marco Etienne   | 6             | 1             | 5             | 24            | 51            |
| 2011 | 29            | Marco Etienne   | 8             | 4             | 4             | 50            | 51            |
| 2012 | 31            | Jörg Moeser     | 6             | 1             | 5             | 25            | 43            |
| 2013 | 31            | Jörg Moeser     | 7             | 2             | 5             | 40            | 55            |
| 2014 | 32            | Alex Benoy      | 9             | 2             | 7             | 47            | 84            |
| 2015 | 32            | Marc Hansen     | 10            | 4             | 6             | 55            | 62            |
| 2016 | 29            | Marc Hansen     | 10            | 6             | 4             | 88            | 73            |
| 2017 | Geen deelname | Geen deelname   | Geen deelname | Geen deelname | Geen deelname | Geen deelname | Geen deelname |
| 2018 | Geen deelname | Geen deelname   | Geen deelname | Geen deelname | Geen deelname | Geen deelname | Geen deelname |
| 2019 | 34            | Dan Kelly       | 9             | 1             | 8             | 36            | 87            |
| 2021 | 33            | Alex Benoy      | 9             | 1             | 8             | 39            | 82            |
| 2022 | Geen deelname | Geen deelname   | Geen deelname | Geen deelname | Geen deelname | Geen deelname | Geen deelname |
| 2023 | Geen deelname | Geen deelname   | Geen deelname | Geen deelname | Geen deelname | Geen deelname | Geen deelname |
| 2024 | Geen deelname | Geen deelname   | Geen deelname | Geen deelname | Geen deelname | Geen deelname | Geen deelname |
| 2025 | Geen deelname | Geen deelname   | Geen deelname | Geen deelname | Geen deelname | Geen deelname | Geen deelname |

Andorra · Australië · België · Bosnië en Herzegovina · Brazilië · Bulgarije · Canada · China · Chinees Taipei · Denemarken · Duitsland · Engeland · Estland · Filipijnen · Finland · Frankrijk · Georgië · Griekenland · Groot-Brittannië · Guyana · Hongarije · Hongkong · Ierland · IJsland · India · Israël · Italië · Jamaica · Japan · Kazachstan · Kenia · Kirgizië · Kroatië · Letland · Liechtenstein · Litouwen · Luxemburg · Mexico · Nederland · Nieuw-Zeeland · Nigeria · Noorwegen · Oekraïne · Oostenrijk · Polen · Portugal · Puerto Rico · Qatar · Roemenië · Rusland · Saoedi-Arabië · Schotland · Servië · Slovenië · Slowakije · Spanje · Thailand · Tsjechië · Tsjecho-Slowakije · Turkije · Verenigde Staten · Wales · Wit-Rusland · Zuid-Korea · Zweden · Zwitserland